# La donna è uno spettacolo
La donna è uno spettacolo (La femme spectacle) è un film del 1964 diretto da Claude Lelouch.